# 1992 في الصين
فيما يلي قوائم الأحداث التي وقعت خلال عام 1992 في الصين.

## سياسة

### تعيين في المنصب
- 19 أكتوبر – هو جينتاو عضو المكتب السياسي للحزب الشيوعي الصيني.

### انتهاء فترة المنصب
- 1 مارس – لى شيان نيان Chairman of the Chinese People's Political Consultative Conference [الإنجليزية]‏،Chairman of the Chinese People's Political Consultative Conference [الإنجليزية]‏.

## مواليد

### يناير
- 14 يناير – وانغ كيانغ لاعبة كرة مضرب صينية.

### أبريل
- 16 أبريل – غاو سونغ لاعبة كرة سلة صينية.

### مايو
- 19 مايو – شياو ون جو

### يونيو
- 2 يونيو – لي موهاو لاعب كرة سلة صيني.
- 25 يونيو – سوي ران لاعب كرة سلة صيني.
- 27 يونيو – شي مينغز سياسية صينية.

### يوليو
- 16 يوليو – سان مينغران لاعبة كرة سلة صينية.

### أكتوبر
- 24 أكتوبر – دينغ لي رن لاعب شطرنج صيني.

### ديسمبر
- 12 ديسمبر – تشن رولين غطاسة صينية.

## وفيات

### يونيو
- 21 يونيو – لى شيان نيان (مواليد 1909) سياسي صيني.

### أغسطس
- 28 أغسطس – تان كيكسيانج (مواليد 1911) مؤرخ صيني.